# Arnold Jung Lokomotivfabrik

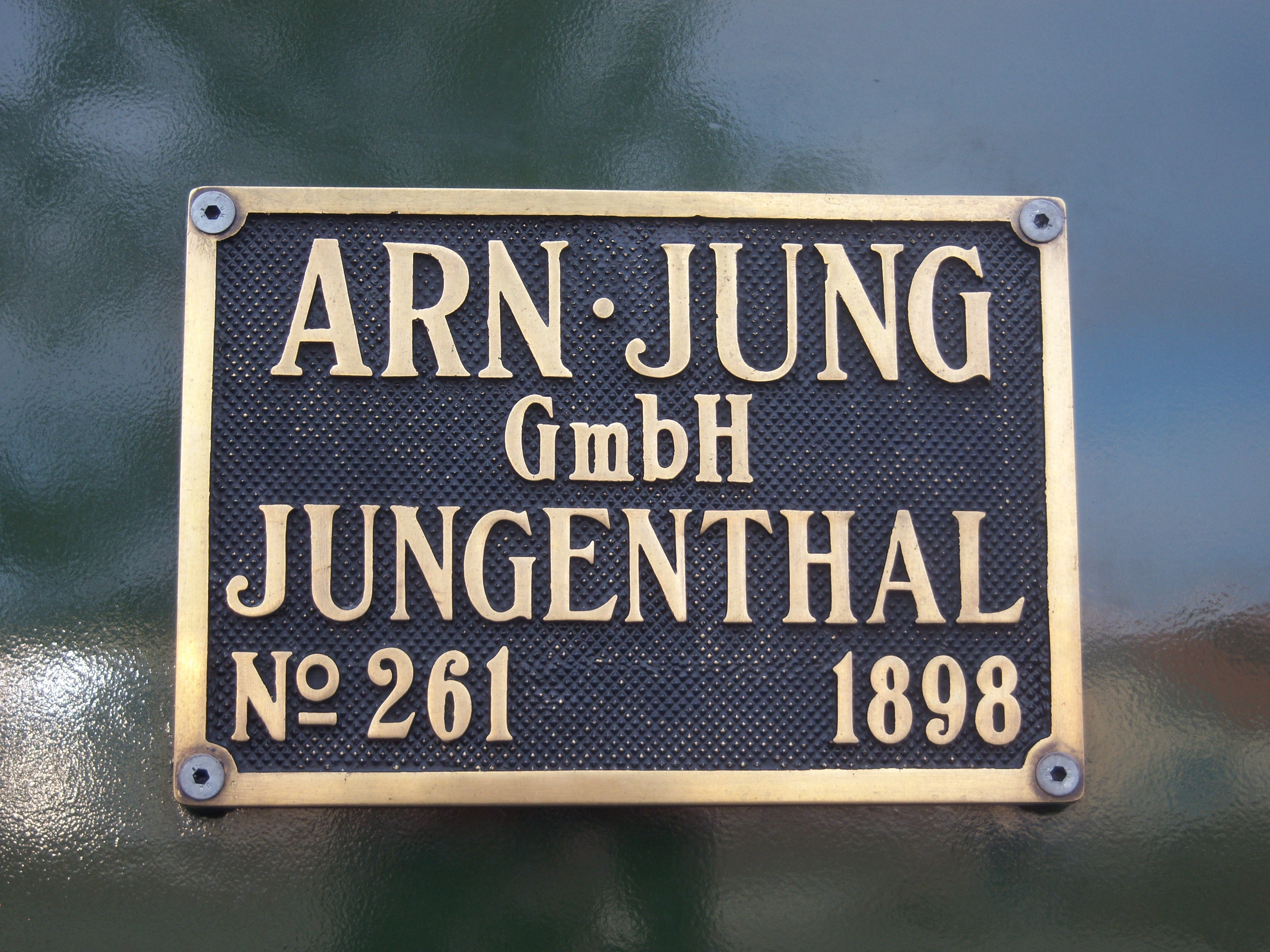
Targa di fabbrica di una locomotiva Mallet

La Arnold Jung Lokomotivfabrik è stata una fabbrica di locomotive della Germania con sede a Kirchen (Sieg).
Venne fondata il 13 febbraio 1885 con la ragione sociale Jung & Staimer OHG da Arnold Jung e Christian Staimer. Il 3 settembre 1885 consegnò la sua prima locomotiva a vapore. Nel 1913 la società cambiò il suo nome in Arnold Jung Lokomotivfabrik GmbH, Jungenthal. Nel 1976 ebbe termine la produzione di locomotive continuandone quella di attrezzature, macchine utensili e operatrici.
Il 30 settembre 1993 lo stabilimento venne chiuso, tuttavia il marchio Jung-Jungenthal GmbH continua ad esistere come Jungenthal Systemtechnik GmbH.
La fabbrica ha prodotto circa 12.000 locomotive; nel 1959 ha prodotta l'ultima locomotiva a vapore per le Deutsche Bundesbahn la Br 23.105.

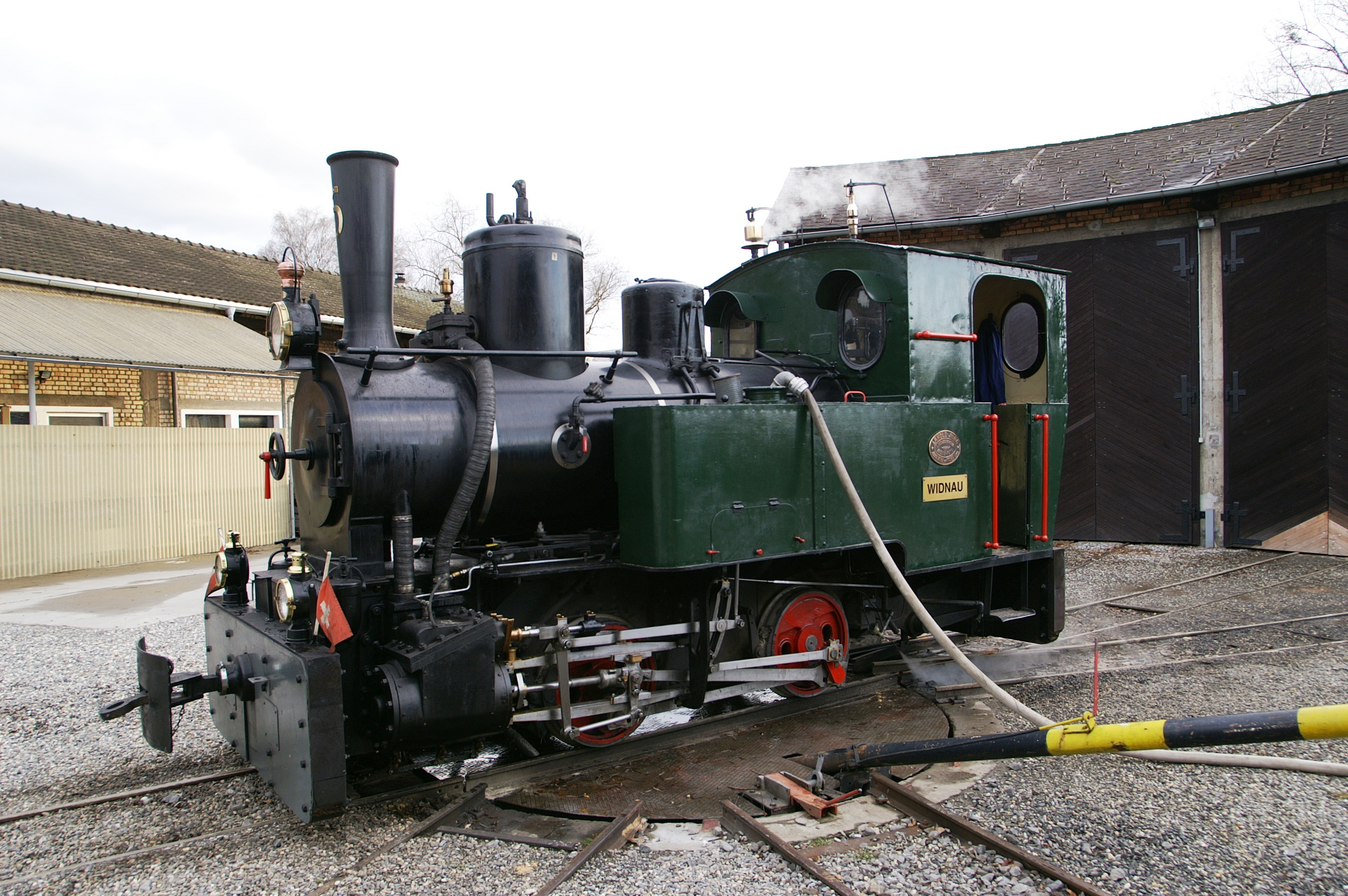
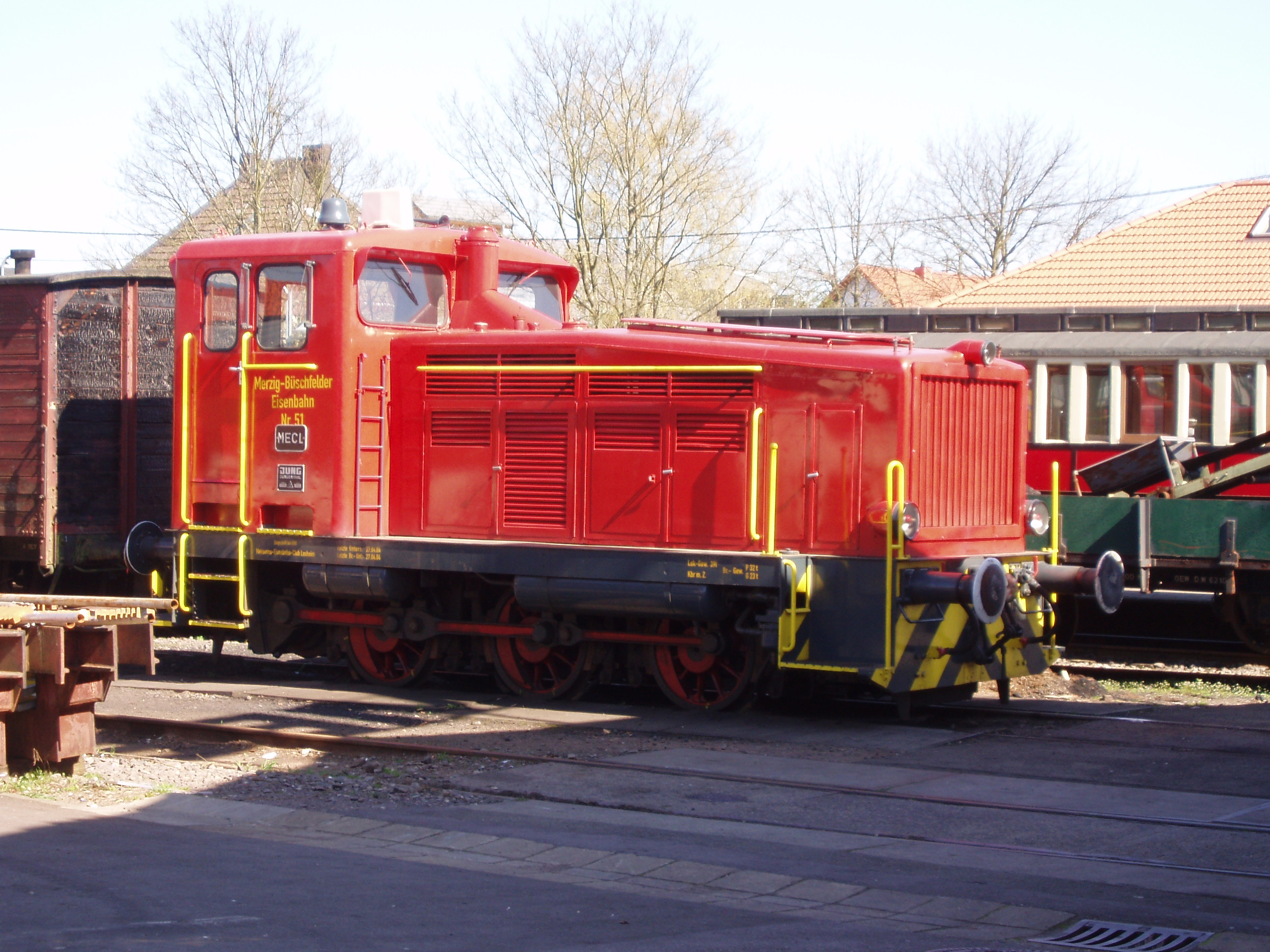
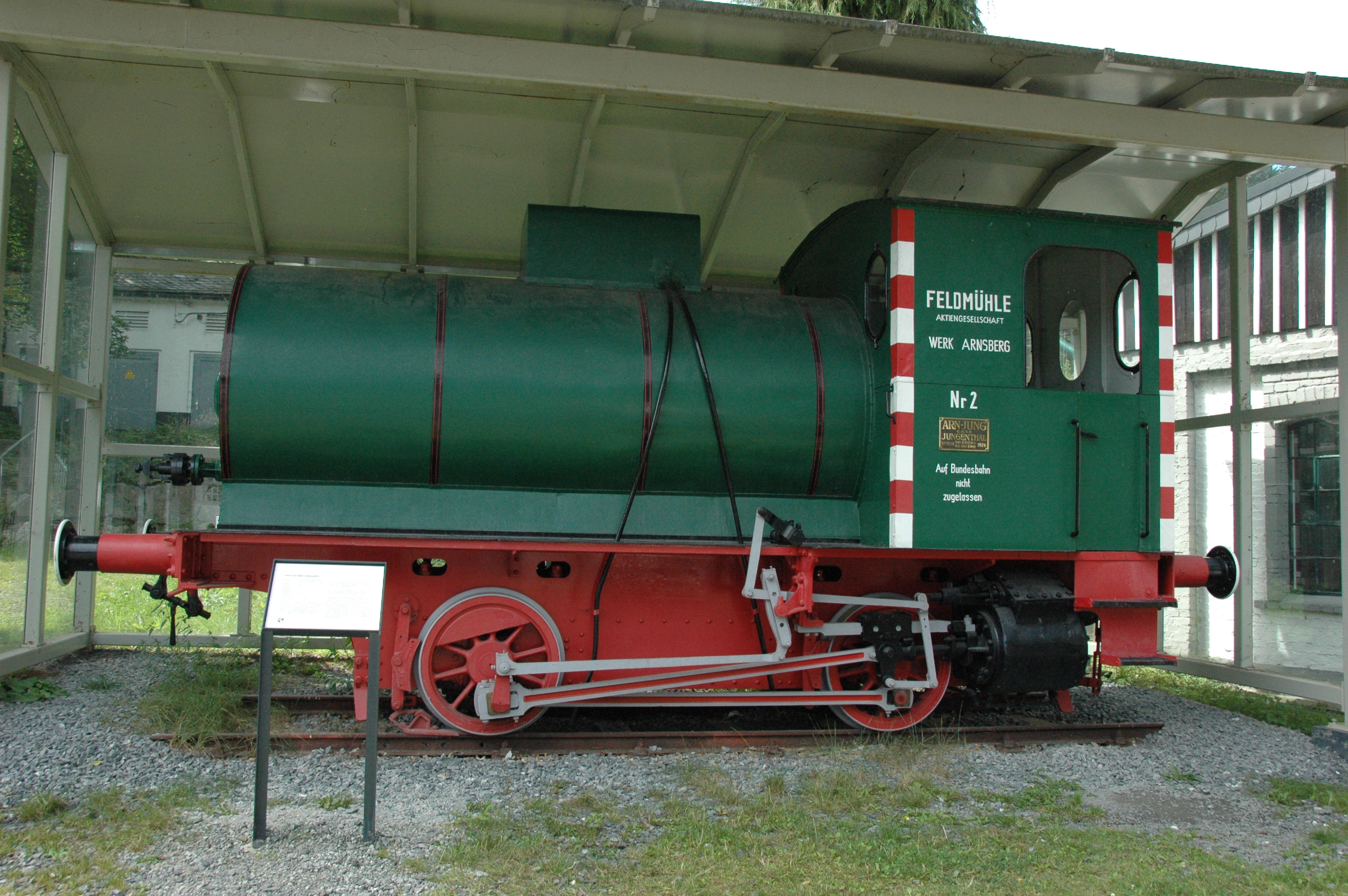
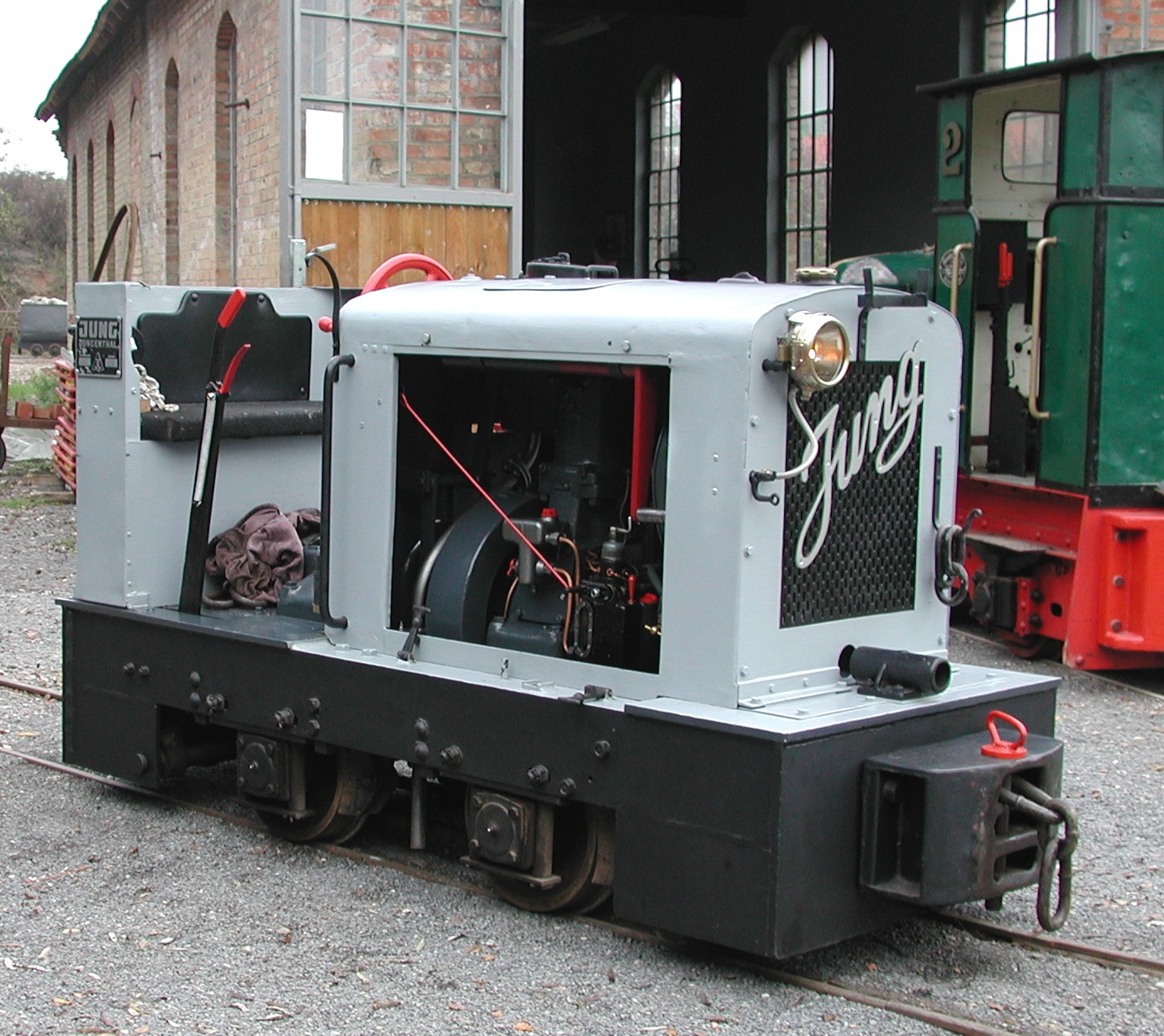
Una locomotiva per Feldbahn costruita da Arnold Jung Lokomotivfabrik